# Juan Carlos Leiva
Juan Carlos Leiva (22 maggio 1933 – ...) è stato un calciatore uruguaiano, di ruolo portiere.

## Carriera

### Club
Giocò nel campionato uruguaiano e in quello argentino.

### Nazionale
Con la maglia della Nazionale ha collezionato due presenze, entrambe nel 1959.